# Хамытбеков, Алмаз Нуржанович
Алмаз Нуржанович Хамытбеков (каз. Алмаз Нұржанұлы Хамытбеков; 29 сентября 1991, село Михайловка, Свердловский район, Джамбульская область, Казахская ССР, СССР) — казахстанский футболист, вратарь.

## Клубная карьера
Футбольную карьеру начинал в 2009 году. 20 апреля 2019 года в матче против клуба «Шахтёр» Караганда дебютировал в казахстанской Премьер-лиге (1:2).
В начале 2022 года подписал контракт с казахстанским клубом «Кыран».

## Достижения
«Тараз»
- Серебряный призёр первой лиги: 2018

## Клубная статистика
| Игровая карьера | Игровая карьера | Игровая карьера | Лига | Лига | Кубок | Кубок | Межд. | Межд. | Др. | Др. |
| --------------- | --------------- | --------------- | ---- | ---- | ----- | ----- | ----- | ----- | --- | --- |
| 2016            | Мактаарал       | Б               | 2    | -4   | —     | —     | —     | —     | —   | —   |
| 2017            | Мактаарал       | Б               | 7    | -7   | 1     | -2    | —     | —     | —   | —   |
| 2018            | Тараз           | Б               | 2    | -0   | —     | —     | —     | —     | —   | —   |
| 2018            | Тараз U-21      | В               | 4    | -4   | —     | —     | —     | —     | —   | —   |
| 2019            | Тараз           | А               | 1    | -2   | —     | —     | —     | —     | —   | —   |
| 2019            | Тараз U-21      | В               | 4    | -8   | —     | —     | —     | —     | —   | —   |
| 2020            | Тараз           | А               | 1    | -2   | —     | —     | —     | —     | —   | —   |
| 2021            | Тараз-Каратау   | Б               | 5    | -4   | —     | —     | —     | —     | —   | —   |
| 2021            | Тараз U-21      | В               | 1    | -4   | —     | —     | —     | —     | —   | —   |
| 2022            | Кыран           | Б               | 9    | -14  | 1     | 3     | —     | —     | —   | —   |